# Monumenta Montenegrina
Monumenta Montenegrina je zbornik dokumenata koje je priredio Vojislav D. Nikčević, crnogorski znanstvenik.
Objavljena dokumenta u Monumenti Montenegrini iz raznih inozemnih arhiva bacaju novu svjetlost na događaje i zbivanja na prostorima današnje Crne Gore od 343. do 1400. godine i omogućavaju produbljenije i cjelovitije sagledavanje historijskih procesa, formiranje naroda i stvaranje država, ne samo dukljanske države i Dukljana, već općenito povijesti Južnih Slavena.

## Popis naslova
Monumenta Montenegrina (Istorijski institut Crne Gore, Podgorica, 2001. – 2009.) sadrži ukupno 19 tomova; naslovi u originalu:
- ARHIEPISKOPIJE DUKLJA I PREVALITANA, AKTA METROPOLITANA

- DUKLJA I PREVALITANA DO 400. GODINE

- DUKLJA I PREVALITANA OD TEODOSIJA II DO JUSTINA I.

- MIXTI PREVALITANI

- ARHIEPISKOPIJE DUKLJA I PREVALITANA, SCRIPTORES ECCLESIASTICI

- SKITI-SARMATI, GOTI I GRCI-PISCI IV VIJEKA

- VRIJEME KRALJEVA

- ARHIEPISKOPIJA BARSKA

- CRKVE PODLOŽNICE BARSKE ARHIEPISKOPIJE

- BARSKA ARHIEPISKOPIJA DO 1400. GODINE

- EPISKOPI KOTORA I EPISKOPIJA I MITROPOLIJA RISAN

- KOTOR I RISAN OD 325. DO 1200. GODINE

- KOTOR I RISAN OD 1200. DO 1350.

- ARHIEPISKOP BARSKI JOVAN DRUGI, ISTORIJA MONGOLA

- RAZNI SPISI

- MIHAILO PSEL DIOPTRA

- MIHAILO PSEL DIOPTRA

- DUKLJANSKI PREZVITER, KRALJEVSTVO SLOVENA

- KRSTAŠKI RATOVI

## Vanjske poveznice
- Istorijski institut Crne Gore, službena strana  Arhivirana inačica izvorne stranice od 5. ožujka 2016. (Wayback Machine)